# Quake Champions
Quake Champions är ett first person shooter-datorspel utvecklat av id Software och publicerat av Bethesda Softworks, som en del av Quake-serien. Spelet var det första spelet i Quake-serien sedan 2004 när Quake 4 lanserades.
Quake champions släpptes (2017-08-18 kl: 13:11)

### Fotnoter
1. 1 2  Steam, 12 september 2003, Steam-ID: 611500, läst: 31 mars 2022.[källa från Wikidata]
2. ↑  Granroth, André. ”Quake Champions släpps i Early Access 22 augusti”. SweClockers.com. https://www.sweclockers.com/nyhet/24298-quake-champions-slapps-i-early-access-22-augusti. Läst 13 december 2018.